# Dendrobium cariniferum
Dendrobium cariniferum är en orkidéart som beskrevs av Heinrich Gustav Reichenbach. Dendrobium cariniferum ingår i släktet Dendrobium, och familjen orkidéer. Inga underarter finns listade i Catalogue of Life.